# Vilcabamba (distrito de Daniel Alcides Carrión)
Vilcabamba é um distrito do Peru, departamento de Pasco, localizada na província de Daniel Alcides Carrión.